# Ян Ян (A)
Ян Ян (кит. упр. 杨扬, пиньинь Yáng Yáng, род. 24 августа 1975, уезд Танъюань городского округа Цзямусы провинции Хэйлунцзян) — китайская шорт-трекистка, неоднократная олимпийская чемпионка, многократная чемпионка мира.

## Биография
Ян Ян родилась в обычной семье в уезде Танъюань и была очень тихим ребёнком, почти никогда не плакала и из-за этого мать называла её "ледяное сердце". Отец Ян Ян работал полицейским, а мать управляла небольшой фотостудией. Она с раннего детства очень любила кататься на коньках. Отец во дворе сделал каток, на котором и тренировалась маленькая Ян. 
В возрасте 8 лет пришла заниматься в любительскую спортивную школу к тренеру Ван Чунъяо, а возрасте 11 лет в 1986 году вместе с отцом переехала в город Цитайхэ и была принята в любительскую спортивную школу, где стала выигрывать золотые медали одну за одной. В честь неё назвали в городе улицу "Яньян". В 1988 году поступила в спортивную школу Харбина, чтобы заниматься шорт-треком и получила высокую оценку тренера Цзинь Мэйю, а в 1989 году она поступила в спортивную школу провинции Хэйлунцзян.
Благодаря ее упорным тренировкам в спортивных школах, Ян Ян начала появляться на национальных соревнованиях и в 1991 году 16-летняя Ян Ян выиграла свой первый национальный чемпионат по конькобежному спорту на дистанции 3000 м, а в 1992 году победила на 1500 и 3000 м на чемпионате страны по шорт-треку. В 1993 году попала в национальную сборную. 
В январе 1994 года на первом юниорском чемпионате мира в Сеуле Ян выиграла три бронзы на 1000 м, 1500 м и в суперфинале и поделила третье место в общем зачёте со своей подругой Су Сяохуа, а в марте на взрослом чемпионате мира в Гилфорде завоевала бронзу на 500 м и серебро в эстафете. В начале 1995 года её отец трагически погиб, столкнувшись на мотоцикле с поездом. Это сильно подавило Ян Ян и она на время потеряла физическую форму и уверенность в себе.
В феврале Ян Ян участвовала на студенческой Универсиаде в Хаке и вместе с командой выиграла эстафету. На чемпионате мира среди команд в Зутермере в марте 1995 года выиграла серебряную медаль, а в декабре на чемпионате Азии в Харбине выиграла с партнёршами в эстафете, при этом установили мировой рекорд со временем 4:24,12 сек. 
На третьих зимних Азиатских играх в Харбине в феврале 1996 года победила на дистанции 1500 м и в эстафете, побив рекорд мира с результатом 4:23,13. Через год на |зимней Универсиаде в Муджу в составе эстафетной команды выиграла золотую медаль, а в марте на чемпионате мира в Нагано завоевала золото в эстафете, на 500 и 1000 м, бронзу на 1500 м и в суперфинале и стала первой в общем зачёте.
В феврале 1998 года на зимних Олимпийских играх в Нагано Ян выиграла серебряную медаль в эстафете, она рассчитывала на подиум в личных соревнованиях, но после поражения на 500 м, где заняла только 15-е место, вновь потеряла в себе уверенность и хотела заканчивать со спортом, но воля к победе и упорные тренировки вернули её на лёд. 
Уже в марте на чемпионате мира в Вене выиграла общее первое место в многоборье, завоевав 4 золотых медали, в том числе в эстафете и на командном чемпионате мира в Бормио также завоевала золото, потом ещё трижды подряд выигрывала командные чемпионаты в Сент-Луисе 1999, Гааге 2000 и Нобэяме 2001 годах. В сентябре стартовала на Кубке мира в Монреале и выиграла на 500 и 3000 м, стала второй на 1500 м и в многоборье взяла золотую медаль, в декабре на этапе в Пекине выиграла все дистанции и эстафету и впервые выиграла общий зачёт кубка мира.
В феврале 1999 года на зимних Азиатских играх в Канвондо одержала победы на 500 и 1000 м и стала второй на 1500 м, а в марте на чемпионате мира в Софии выиграла четыре золота и стала в третий раз чемпионом в общем зачёте многоборья. Ян выиграла Кубок мира в общем зачёте в сезоне 1999/2000 годов второй раз подряд и ещё выиграет в сезонах 2000/01 и 2001/02 годов. 
В 1999 году Ян Ян была избрана членом Мобилизационного комитета Международного союза конькобежцев. В феврале 2000 года на Играх доброй воли в Лейк-Плэсиде одержала победы на 1000 м и в эстафете и заняла третье место на 500 м. В марте выиграла многоборье в четвертый раз на чемпионате мира в Шеффилде и стал первой женщиной, выигравшей общий зачёт 4 раза подряд.
В 2001 году на чемпионате мира в Чонджу в очередной раз выиграла в общем зачёте, завоевав четыре золотых медали. В феврале 2002 года Ян принимала участие на зимних Олимпийских играх в Солт-Лейк-Сити и наконец выиграла для Китая первое золото Олимпиады на 500 м со временем 44,187 с, затем выиграла 1000 м за  1:36,391 с и в эстафете заняла 2-е место. 
В апреле выиграла свой 6-й титул чемпионки мира в многоборье на мировом чемпионате в Монреале, увезя с собой 4 золота. Через год на Азиатских играх в Аомори завоевала 3 золотых медали, а на чемпионате мира в Варшаве Ян осталась на втором месте в общем зачёте, впервые уступив лидерство за 7 лет кореянке Чхве Ын Гён. В 2003 избрана членом Всемирного антидопингового комитета спортсменов.
В 2005 году на чемпионате мира в Пекине победила на своей коронной дистанции 500 м, опередив новую звезду китайского шорт-трека Ван Мэн и завоевала серебро в эстафете. На Олимпийских играх в Турине 26 февраля 2006 года Ян Ян выиграла бронзовую медаль на 1000 м с результатом 1:33,937 с.
В связи с тем, что одновременно с ней в сборной КНР выступала и другая Ян Ян, чьи фамилия и имя писались латиницей и произносились точно так же (в китайской записи имена записывались разными иероглифами), но которая родилась годом позже, возникла необходимость различать этих двух спортсменок в документах. Сначала Ян Ян использовала в качестве добавки к своему имени букву «L» (от китайского «лао» — «старший»), но впоследствии стала использовать букву «A» (от первой буквы слова «август», по месяцу своего рождения), и потому известна как «Ян Ян (А)».
Ян Ян в общей сложности больше 50 раз поднималась на подиумы чемпионатов мира, завершила карьеру спортсменки официально заявив об этом в Пекине 17 августа 2006 года, тогда же Ян Ян была выдвинута Жаком Рогге, президентом Международного олимпийского комитета, на должность члена Рабочего комитета по делам женщин и спорту Международного олимпийского комитета. С 2002 по 2007 год обучалась в Университете Цинхуа и получила степень бакалавра в экономике и менеджменте. 18 ноября 2007 года в Санья вышла замуж за Чжана Чжэня, американца китайского происхождения, миллиардера, который окончил Стэнфордский университет.
Вместе с другими семью китайскими спортсменами несла Олимпийский флаг на Церемонии открытия летних Олимпийских игр 2008. В 2008 году Ян Ян основала "Фонд чемпионов" для подготовки лучших учителей физической культуры в Шифане, провинция Сычуань. Она была одним из факелоносцев эстафеты Олимпийского огня зимних Олимпийсикх игр 2010 года в Ванкувере (Канада), и в 2010 году была избрана членом Международного олимпийского комитета, став первым членом в Китае, избранным в качестве спортсмена и работала там до 2018 года.  
Дважды подряд избиралась заместителем председателя национальной федерации молодёжи в августе 2010 и в июле 2015 годов. В 2013 году Ян Ян основала Шанхайский ледовый спортивный центр Фейян, чтобы предоставить возможность талантливым детям исполнить свою мечту, которые любят кататься на коньках, участвовать в соревнованиях.
В 2015 году она родила второго ребёнка - дочь. 10 июня 2016 года избрана первой женщиной-директором по конькобежному спорту за 125-летнюю историю Международного союза конькобежцев. В ноябре 2019 года на 5-й Всемирной антидопинговой конференции в польском Катовице Ян Ян была избрана заместителем председателя Всемирного антидопингового агентства (ВАДА). 
В последнее время является председателем Комитета спортсменов Оргкомитета зимних Олимпийских игр и готовится к Олимпиаде 2022 года в Пекине. Она также состоит в Коммунистической партии Китая  и является членом Комитета по образованию, науке, здравоохранению и физическому воспитанию. 4 февраля на Церемонии открытия зимних Олимпийских игр 2022 года в Пекине Ян Ян участвовала в церемонии передачи Олимпийского огня на стадионе.